# Alto San Juan
Alto San Juan es una localidad de Bolivia, ubicada en el municipio de Chimoré de la provincia de Carrasco en el departamento de Cochabamba. En cuanto a distancia, Alto San Juan se encuentra a 217 km de la ciudad de Cochabamba, la capital departamental, a 17 km de Valle Hermoso y a 23 km de Chimoré. 
Según el último censo de 2012 realizado por el Instituto Nacional de Estadística de Bolivia (INE), la localidad cuenta con una población de 971 habitantes y está situada a 270 metros sobre el nivel del mar.

## Demografía

### Población de Alto San Juan
| Año  | Población | Fuente                  |
| ---- | --------- | ----------------------- |
| 1992 | 434       | Censo boliviano de 1992 |
| 2001 | 650       | Censo boliviano de 2001 |
| 2012 | 971       | Censo boliviano de 2012 |